# USS Wyandot (AKA-92)
USS Wyandot (AKA-92) era un transporte de ataque de la clase Andrómeda que recibía su nombre en honor al Condado de Wyandot, Ohio. Permaneció asignado en la Armada de los Estados Unidos durante 20 años y 1 mes.
En 1956 investigó en el área donde se supone debería encontrarse el Banco Pactolus, sin obtener resultados.